# Anyone of Us (Stupid Mistake)
Anyone of Us (Stupid Mistake) is een nummer van de Britse zanger Gareth Gates uit 2003. Het is de eerste single van zijn debuutalbum What My Heart Wants to Say.
Het nummer was de tweede single die Gates in het Verenigd Koninkrijk uitbracht, en de eerste die hij in de rest van Europa uitbracht. Het nummer leverde Gates zowel in zijn thuisland als daarbuiten een grote hit op, met een nummer 1-positie in het Verenigd Koninkrijk en in de Nederlandse Top 40. In de Vlaamse Ultratop 50 werd de 3e positie gehaald.